# Kukurbityna
Kukurbityna – organiczny związek chemiczny, aminokwas występujący w roślinach z rodziny Cucurbitaceae, a w szczególności w oleju z pestek dyni. Jest inhibitorem dekarboksylazy histydynowej, co wiąże się z hamowaniem biosyntezy histaminy odpowiedzialnej m.in. za powstawanie odczynu zapalnego.

Znalazła zastosowanie w kosmetykach do skóry suchej i wrażliwej oraz w leczeniu schistosomatozy powodując zmiany degeneracyjne w narządach rodnych przywr.